# Undiscovered
 (septembre 2011).
Si vous disposez d'ouvrages ou d'articles de référence ou si vous connaissez des sites web de qualité traitant du thème abordé ici, merci de compléter l'article en donnant les références utiles à sa vérifiabilité et en les liant à la section « Notes et références ».
Albums de James Morrison
Songs For You, Truths For Me
(2008)
Singles
1. You Give Me Something
Sortie : 17 juillet 2006
2. Wonderful World
Sortie : 16 octobre 2006
3. The Pieces Don't Fit Anymore
Sortie : 18 décembre 2006
4. Undiscovered
Sortie : 12 mars 2007
5. One Last Chance
Sortie : 2 juillet 2007

Undiscovered est le premier album du chanteur britannique James Morrison, sorti en Octobre 2006. Il comporte les chansons Wonderful World, Undiscovered et surtout son premier grand succès You Give Me Something.

## Liste des chansons
1. Under the Influence
2. You Give Me Something
3. Wonderful World
4. The Pieces Don't Fit Anymore
5. One Last Chance
6. Undiscovered
7. The Letter
8. Call the Police
9. This Boy
10. If the Rain Must Fall
11. The Last Goodbye